# Trường Juilliard
Trường Juilliard ( /ˈdʒuːliɑːrd/ JOOL-ee-ard  ) là một nhạc viện biểu diễn nghệ thuật tư nhân ở Thành phố New York . Được thành lập vào năm 1905, trường này đào tạo khoảng 850 sinh viên đại học và sau đại học về các lĩnh vực liên quan đến múa, kịch và âm nhạc. Ngôi trường này được coi là một trong những cơ sở đào tạo kịch, âm nhạc và khiêu vũ hàng đầu thế giới.